# Zadnje Veliko ledeno doba
Zadnje Veliko ledeno doba (također "zadnji glacijal") je bilo razdoblje u Zemljinoj povijesti. Slijedilo je u mlađem pleistocenu (taranciju) nakon zadnjeg toplog doba prije današnjeg. Počelo je prije 115.000 - 110.000 godina i okončalo prije oko 12.500 do 10.000 godina. U zadnjem hladnom vremenu, došlo je, kao i u prijašnjim hladnim razdobljima do hlađenja klime na cijeloj Zemlji, širenjem i stvaranjem širokih ledenjaka do poplavljivanja i potonuća morske razine uz stvaranje suhozemnih mostova.
Pojam Zadnjega Velikog ledenog doba lako je pobrkati s ledenim dobima i zadnjim ledenim maksimumom.